# Altopiano di Deosai
Deosai è il secondo altopiano più alto del mondo (4115 m); si trova nel sud della città di Skardu e nell'est della Valle dell'Astore nella regione di Gilgit-Baltistan, in Pakistan. La pianura copre un'area di 3800 chilometri quadrati. L'area è stata dichiarata parco nazionale nel 1993.
Il ruscello Sheugo parte dalle montagne della pianura è scorre verso al nord e fonde con il fiume Dras.